# Katedra św. Eryka w Sztokholmie
Katolicka Katedra św. Eryka w Sztokholmie (szw. Sankt Eriks katolska domkyrka) – siedziba katolickiego biskupa diecezjalnego w Szwecji i zarazem kościół parafialny parafii św. Eryka w Sztokholmie. Jest położona przy ul. Folkungagatan 46 B w sztokholmskiej dzielnicy Södermalm.
Katedra ma status zabytku sakralnego według rozdz. 4 Kulturminneslagen (pol. Prawo o pamiątkach kultury) ponieważ została wzniesiona do końca 1939 (3 §).

## Historia

### Kościół św. Eryka (1891–1953)

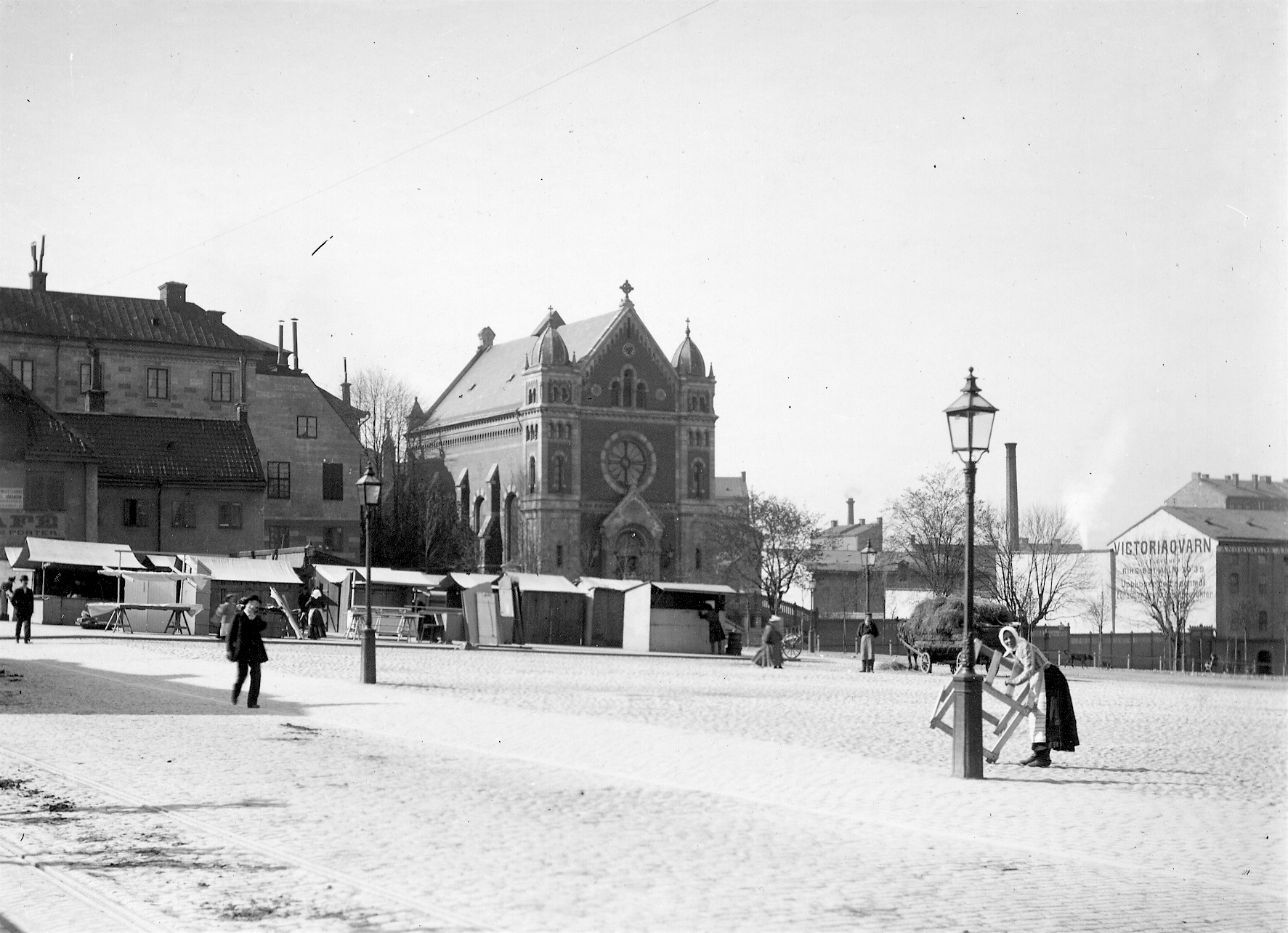
Kościół św. Eryka (ok. 1900)

W 1784 roku utworzono parafię katolicką w Sztokholmie. W połowie XIX wieku w Sztokholmie był tylko jeden kościół katolicki, kościół św. Eugenii w dzielnicy Norrmalm. W 1830 roku w Szwecji mieszkało 500 katolików, z czego większość w Sztokholmie. Pięćdziesiąt lat później liczba ta podwoiła się. Wielu z nich było ubogich i mieszkało w Södermalm i miało trudności z dotarciem do Norrmalm. W 1857 roku Laurentius Studach zakupił dla katolickiej wspólnoty parafialnej posiadłość Pauliska malmgården z przeznaczeniem na miejsce do sprawowania nabożeństw. W 1860 roku w części położonego na terenie posesji budynku urządzono kaplicę pod wezwaniem św. Eryka.
Kamień węgielny pod najstarszą część kościoła położono 30 marca 1891 roku. We wnęce w kamieniu umieszczono blaszane pudełko z planem kościoła, aktualnymi gazetami, monetami itp. Kamień ten umieszczono w posadzce prezbiterium. Świątynia została zbudowana według planów architekta Axela Gillberga. Otrzymała wezwanie św. Eryka – S:t Eriks katolska kyrka. 9 października 1892 roku została konsekrowana przez biskupa Alberta Bittera, wikariusza apostolskiego na Szwecję.

### Katedra św. Eryka (od 1953)
29 czerwca 1953 roku na mocy bulli papieskiej „Profecit in Suecia” katolicki kościół św. Eryka został podniesiony do rangi katedry katolickiej diecezji Sztokholmu. W latach 70. XX wieku stał się on zbyt mały dla stale rosnącej liczby katolików. Ponieważ jeszcze w 1967 roku został sklasyfikowany przez Stadsantikvarien jako „budynek o dużej wartości artystycznej i kulturowo-historycznej”, jego wyburzenie nie było ani możliwe, ani wskazane. W tej sytuacji zdecydowano się na jego rozbudowę poprzez wyburzenie ściany starej apsydy i przedłużenie go w kierunku południowym. W 1979 roku rozpoczęto rozbudowę według projektu architektów Hansa Westmana (1905–1991) i jego córki, Ylvy Westman–le Normand. W dobudowanej części urządzono prezbiterium i umieszczono w nim nowy ołtarz. W razie potrzeby nową część katedry można oddzielić od starego kościoła przesuwaną ścianą. Powiększony kościół może pomieścić ponad 600 osób, w tym 350 w nowej części. Jego całkowita długość od drzwi do ściany prezbiterium wynosi 60 metrów. Do przebudowy katedry użyto cegły, betonu, gnejsu, żeliwa i drewna. Nowa część otrzymała specjalny, mosiężny strop kasetonowy, zwany Decibella, według opatentowanego projektu Westmana; jego projektu były również ławki i armatura. Natomiast armaturę ścian i korytarzy wykonał Peter Celsing. Koszt przebudowy katedry wyniósł 24 miliony koron szwedzkich i był w większości sfinansowany z datków katolików zachodnioniemieckich, a także ze środków miejscowych: datków parafian oraz całej wspólnoty diecezjalnej.

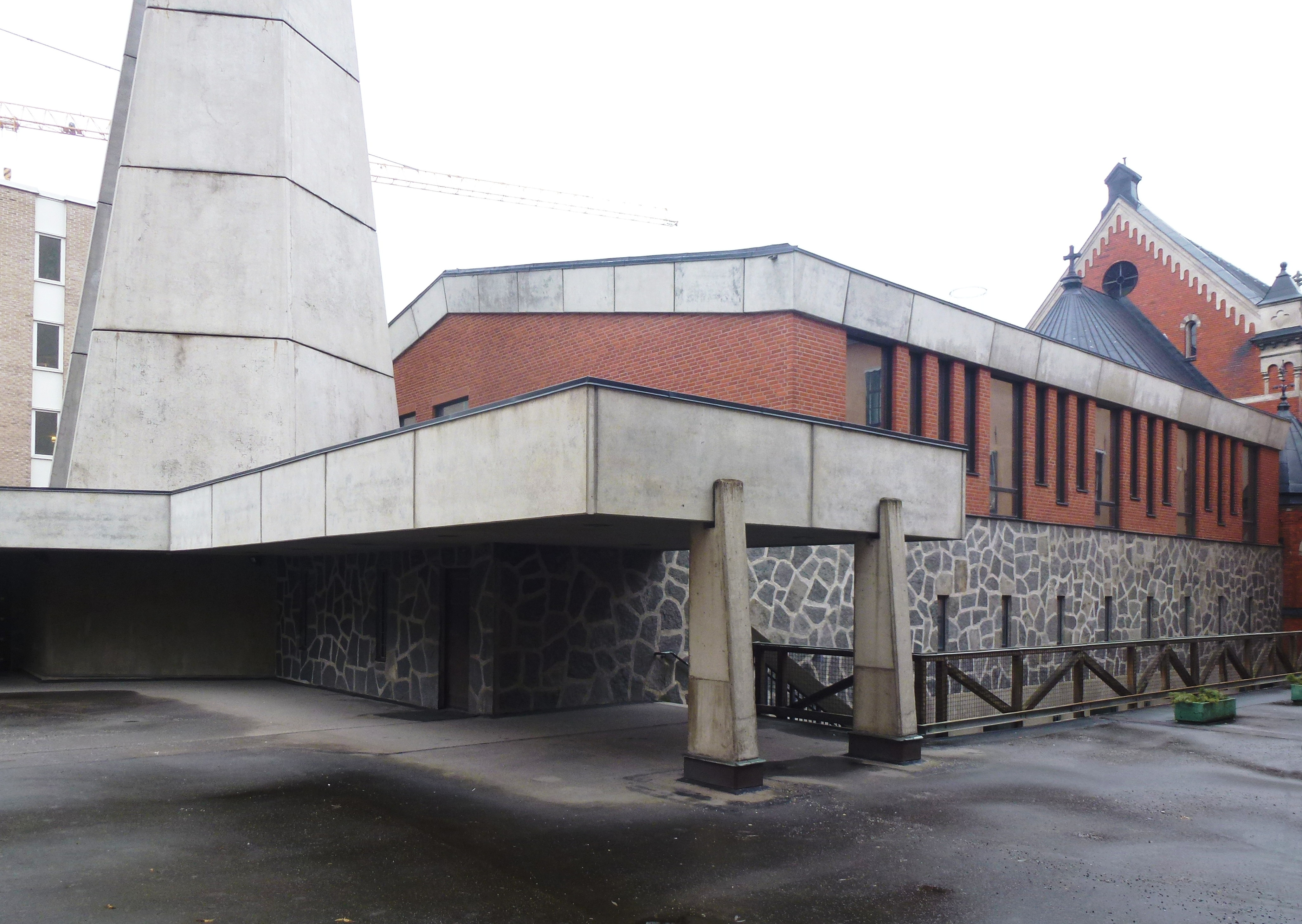
Nowa część katedry

W związku z rozbudową wzniesiono podwójną betonową wieżę o wysokości 27 metrów, zwieńczoną miedzianą koroną królewską ze skierowanym w dół dwuręcznym mieczem.
Pod nową częścią katedry wybudowano również kościół dolny przeznaczony na różne uroczystości parafialne, koncerty, odczyty czy bardzo popularną w Szwecji tzw. kyrkkaffe, tj. kawę serwowaną po mszy dla jej uczestników.
25 marca 1983 roku, w Święto Zwiastowania rozbudowany kościół został konsekrowany przez przedstawiciela papieża, kardynała Josepha Höffnera z Kolonii w asyście biskupa diecezjalnego Hubertusa Brandenburga, 14 arcybiskupów i biskupów oraz około 70 księży.

Flaga katedry św. Eryka

Po zakończeniu rozbudowy katedry dziekan Koch zlecił konserwatorowi Constantinowi Marze przeprowadzenie gruntownego oczyszczenia najstarszej części świątyni. Jej ściany były pokryte sadzą i brudem, a jasne malowidła były ledwo widoczne. Malowidła zostały oczyszczone przy użyciu metody opracowanej do czyszczenia starych malowideł, polegającej na usuwaniu brudu i sadzy za pomocą francuskiego chleba.
8 czerwca 1989 roku w murach katedry gościł papież Jan Paweł II. Od czasu wizyty papieża katedra ma również flagę kościelną. Jest on żółta z białym krzyżem i jest noszona podczas obrzędów liturgicznych, takich jak procesje. W dni flagi (flaggdagar) jest wywieszana razem z flagą Szwecji, a przy specjalnych okazjach również z flagą Watykanu na masztach obok kościoła na Tarasie Północnym.
29 grudnia 1998 roku biskupem katolickiej katedry w Sztokholmie został mianowany Anders Arborelius, pierwszy w historii szwedzki biskup szwedzkiego pochodzenia od czasów Reformacji.

## Architektura
Katedra św. Eryka jest jednonawową budowlą w stylu neoromańskim o wymiarach: ok. 21 m długości (przed rozbudową), ok. 12 m szerokości i ok. 12,3 m wysokości.

### Wygląd zewnętrzny
Neoromańską fasadę z portalem i ozdobną rozetą zdobią niewielkie betonowe wieżyczki.

### Wyposażenie wnętrza

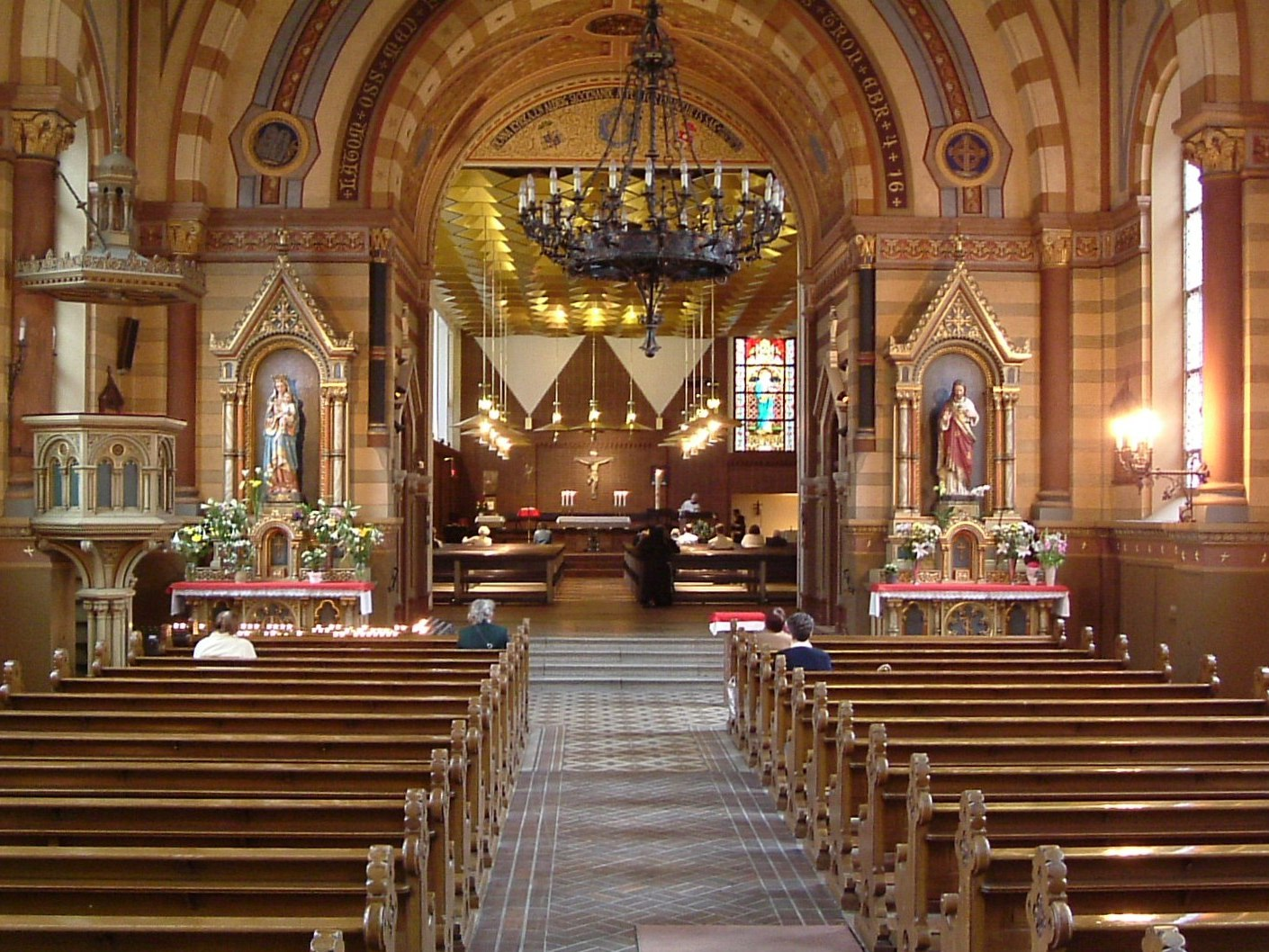
Wnętrze starej części katedry

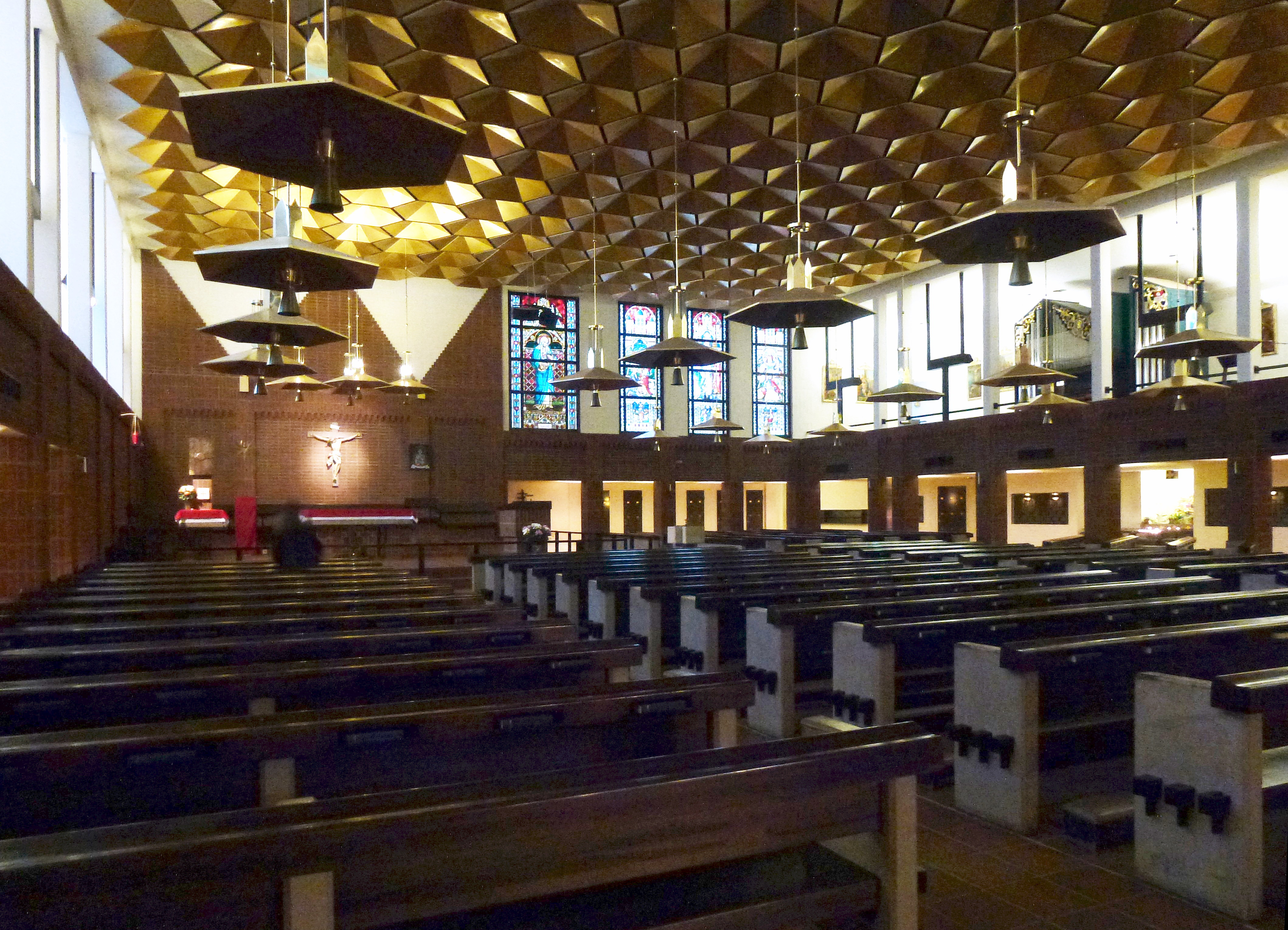
Wnętrze nowej części katedry

Wnętrze świątyni jest utrzymane w stylu neoromańskim z elementami modernizmu.
Przednia ściana nowej części katedry ma cztery okna, pochodzące z wyburzonej apsydy. Przedstawiają one kolejno:
- ustanowienie apostoła Piotra pasterzem Kościoła oraz (w dolnej części) Jezusa jako Dobrego Pasterza,
- Ukrzyżowanie i Zwiastowanie oraz (w dolnej części) herb donatora Claesa Lagergrena,
- Nawrócenie św. Pawła,
- Św. Brygidę, główną patronkę Szwecji. Okno pochodzi ono ze starego, katolickiego kościoła w Malmö, wyburzonego w 1960 roku[8].

Po prawej stronie są z kolei trzy okna przedstawiające kolejno: Najświętsze Serce Jezusa, Najświętsze Serce Maryi i św. Alberta Wielkiego, patrona biskupa Alberta Bittersa.
- wczesnorenesansowy krucyfiks podarowany na uroczystość konsekracji świątyni przez archidiecezję monachijską,
- 14 obrazów Drogi krzyżowej,
- Tabernakulum,
- Relikwie św. Eryka, św. Ansgara, apostoła Północy, św. Bartłomieja i szwedzkiej błogosławionej, Elisabeth Hesselblad, złożone w sarkofagu pod głównym ołtarzem.
- Pietà – dzieło artysty z Francji, w niszy w lewej ścianie nowej części katedry.

Na północnej ścianie głównego budynku znajduje się tablica z brązu autorstwa rzeźbiarki Kajsy Mattas, upamiętniająca pobyt papieża Jana Pawła II w katedrze 8 czerwca 1989 roku. Tablica ma kształt półkuli, która symbolizuje wschodzące słońce oraz halę Globen, w której papież odprawił główną mszę podczas swojej 3-dniowej wizyty w Szwecji. Promienie słońca tworzą napis: Johannes Paulus II 1989. Dzieło poświęcił w 1991 roku biskup Hubertus Brandenburg.

### Krypta
W latach 1964–1967 w podziemiach kościoła zbudowano trzy kaplice: kaplicę biskupów (Biskoparnas gravkapell), baptysterium (Dopkapellet) i kaplicę Fatimską (Fatimakapellet). Kaplice są dostępne z zewnątrz przez drzwi we wschodniej ścianie kościoła, ale są zazwyczaj zamknięte.